# Artur Dänhardt
Artur Dänhardt (* 3. Januar 1905 in Mettmann; † nach 1986) war ein deutscher Widerstandskämpfer gegen den Nationalsozialismus und Kulturfunktionär in der DDR.

## Leben
Dänhardt war der Sohn eines aus Dresden stammenden Gärtnereibesitzers, der später Chefredakteur von Möllers deutscher Gärtner-Zeitung in Erfurt und ab 1918 Geschäftsführer der Fachkammer für Gartenbau war. Nach dem Besuch der Annenschule absolvierte Dänhardt in Dresden eine Lehre als Verlagsbuchhändler. Er trat 1928 in die SPD ein, wurde Mitglied der Deutschen Friedensgesellschaft und schon bald ein aktiver Antimilitarist.
Nach der Machtergreifung der Nationalsozialisten wurde er im November 1933 in Hamburg erstmals verhaftet. Wegen „Herstellung von staatsfeindlichen Flugblättern“ wurde er 1934 zu 16 Monaten Haft verurteilt. Die Haft verbüßte er zunächst im KZ Fuhlsbüttel und danach im Gefängnis Wolfenbüttel.
Nach Ende des NS-Staats beteiligte sich Dänhardt in Langebrück am gesellschaftlichen Neuaufbau. Er gründete dort u. a. die Volkshochschule und im Frühjahr 1946 die Ortsgruppe des Kulturbundes zur demokratischen Erneuerung Deutschlands.
1949 wurde Dänhardt zweiter Landesvorsitzender der Gewerkschaft Kunst und Schrifttum des FDGB in Sachsen. Ein Jahr später erfolgte seine Ernennung zum Landessekretär für den Kulturbund.
Von 1955 bis 1958 war er Dozent für Kunstgeschichte und Ästhetik an der Volkshochschule in Dresden. 1959 wurde er Direktor des Grünen Gewölbes. Mit zunehmendem Alter erfolgte seine Invalidisierung.
Dänhardt war u. a. mit dem Maler Willy Wolff befreundet.

## Darstellung Dänhardts in der bildenden Kunst
- Rudolf Bergander: Arthur Dänhardt (1964, Öl; Galerie Neue Meister)[3]

## Publikationen (Auswahl)
- Einführender Text zu: Rudolf Bergander. Begegnung mit Menschen. Verlag der Kunst, Dresden, 1959

- Der Zwinger. Ein Denkmal des Dresdner Barock. Seemann, Leipzig 1964.
- Sein Herz schlägt links. Zur Felixmüller-Ausstellung im Dresdner Albertinum. In: Sächsische Zeitung. 5. August 1975.
- Rudolf Bergander. Reihe Maler und Werk. Verlag der Kunst, Dresden 1978.

## Ehrungen
- Verdienstmedaille der DDR
- Vaterländischer Verdienstorden in Bronze
- Medaille Kämpfer gegen den Faschismus
- Medaille 30 Jahre DDR
- Johannes-R.-Becher-Medaille in Silber und Gold